# Oficialitat del català a la Unió Europea
L'oficialitat del català a la Unió Europea és una reivindicació històrica i política que reclama que el català sigui reconegut com a llengua oficial i de treball de la Unió Europea. Tot i ser la 13a llengua més parlada de la UE, amb més de 10 milions de parlants, actualment el català no té estatus oficial a les institucions europees. A la Unió Europea hi ha 24 llengües oficials i per fer-la oficial, s'hauria de modificar el Reglament 1/1958. Aquesta modificació s'ha efectuat ja set vegades per tal de donar cabuda a les diferents llengües que s'han anat afegint arran de l'ampliació de la Unió.

## Context
El català és oficial a Andorra, i llengua cooficial a Catalunya, Illes Balears i Comunitat Valenciana, totes dins l'Estat espanyol, però no ho és a escala europea. A França, la llengua només rep el reconeixement de llengua regional, sense drets legals d'ús oficial.
La manca d'oficialitat implica que no es pot emprar en tràmits ni documents oficials de la UE, ni tampoc té dret a traducció automàtica en les institucions. Tanmateix, des del 2005, existeix un acord bilateral entre el govern espanyol i la UE que permet adreçar-se per escrit a les institucions europees en català, i que determinats documents siguin traduïts, amb finançament a càrrec de l'Estat espanyol.
L'article 55.1 del Tractat de la Unió Europea estableix les llengües oficials i de treball, i qualsevol canvi requereix unanimitat al Consell de la Unió Europea. El català, malgrat ser llengua cooficial a Catalunya, Illes Balears, Comunitat Valenciana i oficial única a Andorra, no hi està inclòs, ja que no és una llengua oficial a nivell estatal dins d'un Estat membre.
L'oficialitat comportaria que tots els textos legals, comunicacions oficials, pàgines web i actes institucionals de la UE es traduïssin al català. També permetria l'ús del català al Parlament Europeu i davant qualsevol institució comunitària. Això implicaria una despesa addicional anual, que Espanya ha ofert assumir parcialment.
Els arguments a favor de l'oficialitat inclouen el nombre de parlants, el reconeixement com a llengua oficial en diversos territoris i la necessitat de garantir la igualtat lingüística dins la Unió. L'oficialitat també permetria l'accés a informació i serveis en català, així com el dret de dirigir-se a les institucions europees en aquesta llengua. Malgrat els intents del govern espanyol i les campanyes socials com Oficialitat Ara!, l'oficialitat s'ha trobat en un "atzucac" burocràtic i polític per la manca d'unanimitat al Consell. La complexitat tècnica i econòmica ha estat esmentada com un dels principals arguments contraris.

## Història

### Antecedents
La demanda d'oficialitat del català a les institucions europees arrenca pràcticament des de l'adhesió d'Espanya a la Comunitat Econòmica Europea el 1986. Llavors, Espanya va sol·licitar l'oficialitat només per al castellà, deixant fora el català i altres llengües cooficials. Des de llavors, institucions com els parlaments de les Illes Balears (1987, 2002, 2021), el de Catalunya (1988, 1989, 1990, 2001, 2004, 2005, 2011, 2020 i 2023) i govern autonòmics, així com entitats de la societat civil (Obra Cultural Balear, Crida a la Solidaritat, Plataforma per la Llengua, Òmnium Cultural), han fet múltiples reivindicacions formals perquè el català sigui reconegut oficialment a la Unió Europea.
Una fita destacada va ser el 1987, quan prop de 100 000 signatures van ser lliurades al Parlament Europeu demanant el reconeixement del català. A poc a poc, aquesta reivindicació va agafar força: l'Institut d'Estudis Catalans va fer una declaració institucional el 2002 denunciant que l'ampliació de la UE (2004) va introduir llengües oficials com el maltès o l'estonià, amb menys parlants que el català. Tot i això, la veritable transformació institucional no va arribar fins al 2005, quan el govern de Zapatero va aconseguir que, per primera vegada, es permetés que urgències i comunicacions escrites a la UE es tramitassin en català, amb resposta en la mateixa llengua, així com el seu ús límit a reunions selectes del Consell de Ministres amb representants autonòmics catalans.

### Acord PSOE‑Junts
El compromís d'impulsar la oficialitat del català (i també del basc i el gallec) a la Unió Europea forma part del pacte d'investidura i establiment de govern signat entre el PSOE i Junts per Catalunya el 9 de novembre de 2023, que va garantir els vots independentistes necessaris per a l'estabilitat parlamentària del govern de Pedro Sánchez.
D'acord amb aquest pacte, el Govern d'Espanya va formalitzar la petició per escrit –via carta signada pel ministre José Manuel Albares– al Consell de la UE per modificar el Reglament 1/1958, amb l'objectiu d'incloure el català, el gallec i el basc com a llengües oficials de la Unió, i es va comprometre a assumir tots els costos econòmics implicats (estimats en uns 132 milions d'euros anuals, 44 per cada llengua).

### Al Consell de la UE
Des de l'estiu de 2023, Espanya ha portat la qüestió de l'oficialitat del català a l'ordre del dia del Consell d'Afers Generals de la Unió Europea en un total de set ocasions:
| Data                   | Presidència del Consell de la UE | Lloc de la reunió | Tractament de la proposta                          | Referència |
| ---------------------- | -------------------------------- | ----------------- | -------------------------------------------------- | ---------- |
| 19 de setembre de 2023 | Espanya                          | Brussel·les       | Proposta formal presentada; no hi va haver votació | [ 14 ]     |
| 24 d'octubre de 2023   | Espanya                          | Luxemburg         | Segon debat; falta de consens; sense votació       | [ 15 ]     |
| 15 de novembre de 2023 | Espanya                          | Brussel·les       | Tercer intent; debat sense avenços                 | [ 16 ]     |
| 19 de desembre de 2023 | Espanya                          | Brussel·les       | Quart debat; situació encallada                    | [ 17 ]     |
| 19 de març de 2024     | Bèlgica                          | Brussel·les       | Inclòs a l’ordre del dia; només debat breu         | [ 18 ]     |
| 27 de maig de 2025     | Polònia                          | Brussel·les       | Espanya va demanar votació; ajornada               | [ 19 ]     |
| 18 de juliol de 2025   | Dinamarca                        | Brussel·les       | Tornada a posposar; cap votació                    | [ 20 ]     |

Diversos països s'han mostrat favorables o oberts a estudiar la proposta, mentre que altres hi han estat reticents o n'han qüestionat la viabilitat jurídica i logística. Segons fonts diplomàtiques, molts estats membres estan “cansats” de que Espanya porti reiteradament aquesta situació "per qüestions polítiques internes", sense aportar arguments nous o consens bases sòlides. La falta d'unanimitat, especialment arran de les dubtes expressades per països com Alemanya, Polònia, Dinamarca o França sobre impactes legals i econòmics, ha estat el principal obstacle.